# Artur Landt

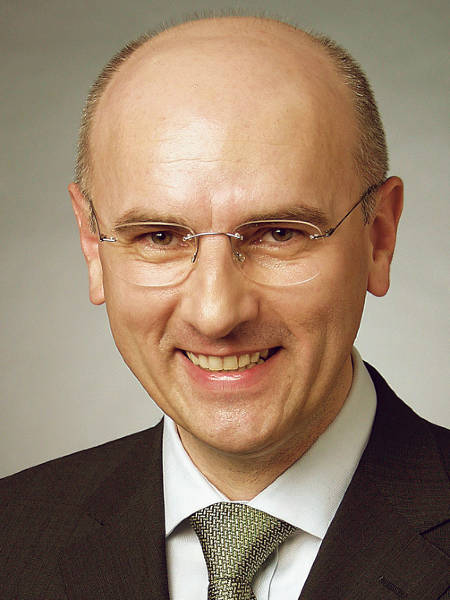
Artur Landt

Artur Landt (* 1958) ist ein Publizist, Journalist und Sachbuchautor mit Themenschwerpunkt digitale Fotografie.

## Tätigkeit
Artur Landt studierte Philosophie, Politikwissenschaft und Romanistik an der Albert-Ludwigs-Universität in Freiburg im Breisgau. 1987 promovierte er magna cum laude am Heidegger-Husserl-Lehrstuhl. Zu seinen philosophischen Veröffentlichungen gehören: „Selbsterkenntnis im Spiegel – Quellen, Ausbreitung und Nachwirkungen eines Sokratischen Motivs“ in: Sokrates-Studien III, Die graue Edition, Zug/Schweiz 1997 und „Mythos und Dichtung bei Lucian Blaga“ in: Dacoromania 6, Jahrbuch für östliche Latinität, Verlag Alber, Freiburg und München 1986.
Von 1991 bis 1999 war er leitender Redakteur einer Fotozeitschrift in München. Von 2000 bis 2008 war er selbständig mit zwei Redaktionsbüros (LifeStyleOffice und HighEndOffice) und Veröffentlichungen in namhaften Titeln, darunter die Frankfurter Allgemeine Zeitung, Frankfurter Allgemeine Sonntagszeitung, Süddeutsche Zeitung und Der Feinschmecker. 
2008 gründete er den Dr. Landt Verlag und leitete als Chefredakteur und Herausgeber das Fachmagazin Spiegelreflex digital, das 2010 in Fototest umbenannt wurde. Im September 2022 verkaufte er Fototest an die Funke Mediengruppe, die den Titel und die Website seitdem weiterführt.
Artur Landt hat 47 Fotofachbücher geschrieben und ist Autor der neuen Artikel zur Fototechnik in der 21. Ausgabe der Brockhaus Enzyklopädie.

## Fototechnische Bücher
- Die große Objektivschule. Mit Wechselobjektiven perfekt fotografieren, 480 Seiten, Bildner-Verlag, Passau 2024, ISBN 978-3-8328-0664-4
- Canon EOS 450D. Profiwissen, 290 Seiten, Verlag Photographie, Gilching 2008, ISBN 978-3-933131-98-0
- Canon EOS 450D. Fotos digital, 224 Seiten, vfv-Verlag, Gilching 2008, ISBN 978-3-88955-186-3
- Canon EOS 40D. The Rocky Nook Manual, 196 Seiten, Rocky Nook, Santa Barbara USA 2008, ISBN 978-1-933952-33-8
- Canon EOS 40D. Profiwissen, 290 Seiten, Verlag Photographie, Gilching 2008, ISBN 978-3-933131-70-6
- Canon EOS 40D. Fotos digital, 224 Seiten, vfv-Verlag, Gilching 2008, ISBN 978-3-88955-181-8
- Canon EOS 400D. Profiworkshop, 176 Seiten, Verlag Photographie, Gilching 2007, ISBN 978-3-933131-93-5
- Canon EOS 400D. Fotos digital, 208 Seiten, vfv-Verlag, Gilching 2007, ISBN 978-3-88955-175-7
- Canon EOS 30D. Profiworkshop, 176 Seiten, Verlag Photographie, Gilching 2006, ISBN 978-3-933131-89-8
- Sigma-Objektive analog und digital. Profiworkshop, 176 Seiten, Verlag Photographie, Gilching 2006, ISBN 3-933131-86-3
- Canon EOS Rebel T2, K2, Ti, engl. Übs. B. Shell, 176 S., Lark Books, Asheville USA 2005, ISBN 1-57990-739-3
- Praxisbuch Digitale Fotografie. Kameratechnik, Aufnahmepraxis, Bildausgabe, 164 S., Laterna magica Verlag, München 2003, ISBN 3-87467-796-6
- Canon EOS Rebel Ti, engl. Übs. B. Shell, 176 Seiten, Lark Books, Asheville USA 2003, ISBN 1-57990-531-5
- Canon EOS 300V, 176 Seiten, Laterna magica Verlag, München 2002, ISBN 3-87467-793-1
- Canon EOS Elan 7/7E, engl. Übs. J. Farace, 176 Seiten, Silver Pixel Press, Rochester USA 2001, ISBN 1-883403-88-X
- Canon EOS 30, 176 Seiten, Laterna magica Verlag, München 2000, ISBN 3-87467-767-2
- Nikon N80, engl. Übs. P.K. Burian, 176 Seiten, Silver Pixel Press, Rochester USA 2000, ISBN 1-883403-77-4
- Nikon F80, 176 Seiten, Laterna magica Verlag, München 2000, ISBN 3-87467-758-3
- Canon EOS 1V, 176 Seiten, Laterna magica Verlag, München 2000, ISBN 3-87467-770-2
- Canon EOS 3, engl. Übs. B. Shell, 176 Seiten, Silver Pixel Press, Rochester USA 2000, ISBN 1-883403-59-6
- Nikon F100, engl. Übs. P.K. Burian, 176 Seiten, Silver Pixel Press, Rochester USA 2000, ISBN 1-883403-61-8
- Canon EOS 300, 176 Seiten, Laterna magica Verlag, München 1999, ISBN 3-87467-754-0
- Nikon F100, 176 Seiten, Laterna magica Verlag, München 1999, ISBN 3-87467-748-6
- Canon EOS 3, 176 Seiten, Laterna magica Verlag, München 1999, ISBN 3-87467-735-4
- Nikon N60, engl. Übs. H. Ohling, 176 Seiten, Silver Pixel Press, Rochester USA 1999, ISBN 1-883403-56-1
- Lenses for 35mm Photography, engl. Übs. S. Pollock, 114 Seiten, Silver Pixel Press, Rochester USA 1998, ISBN 0-87985-765-X
- Nikon F60, 176 Seiten, Laterna magica Verlag, München 1998, ISBN 3-87467-734-6
- Leica R8, 160 Seiten, vfv Verlag, Gilching 1997, ISBN 3-88955-102-5
- Minolta Dynax 500si Super, 160 Seiten., vfv Verlag, Gilching 1997, ISBN 3-88955-101-7
- Canon EOS 500N, 160 Seiten, vfv Verlag, Gilching 1996, ISBN 3-88955-092-4
- Minolta Dynax 600si Classic, 160 Seiten, vfv Verlag, Gilching 1995, ISBN 3-88955-084-3
- Canon EOS 50E, 160 Seiten, vfv Verlag, Gilching 1995, ISBN 3-88955-089-4
- Canon EOS 5000, 160 Seiten, vfv Verlag, Gilching 1995, ISBN 3-88955-085-1
- Beleuchtungstechnik für Profis, 176 Seiten, vfv Verlag, Gilching 1994, ISBN 3-88955-061-4
- Lighting Techniques for Professionals, engl. Übs. S. Jones-Macziola, I.Macziola, 176 Seiten, vfv Verlag, Gilching 1994, ISBN 3-88955-081-9
- La Technique de L´Eclairage pour le Professionel, franz. Übs. G. Petit, 176 Seiten, vfv Verlag, Gilching 1994, ISBN 3-88955-080-0
- Tecnicas de Iluminacion para Profesionales, span. Übs. A. Kleinschrot, 176 Seiten, vfv Verlag, Gilching 1994, ISBN 3-88955-079-7
- Minolta Dynax 500si, 160 Seiten, vfv Verlag, Gilching 1994, ISBN 3-88955-076-2
- Minolta Dynax 700si, 176 Seiten, vfv Verlag, Gilching 1994, ISBN 3-88955-027-4
- Objektivschule, 112 Seiten, Verlag Augustus/Weltbild, Augsburg 1993, ISBN 3-8043-5017-8
- Canon EOS 500, 192 Seiten, vfv Verlag, Gilching 1993, ISBN 3-88955-069-X
- Leica R7, engl. Übs. P. Kopp, 176 Seiten, Hove Books, Hove/East Sussex 1993, ISBN 1-897802-00-5
- Leica R7, 296 Seiten, holl. Übs. G. Meesters, Uitgeverij Focus, Amsterdam 1992, ISBN 90-72216-31-8
- Leica R7, 296 Seiten, Verlag Laterna magica, München 1992, ISBN 3-87467-505-X